# Gezin

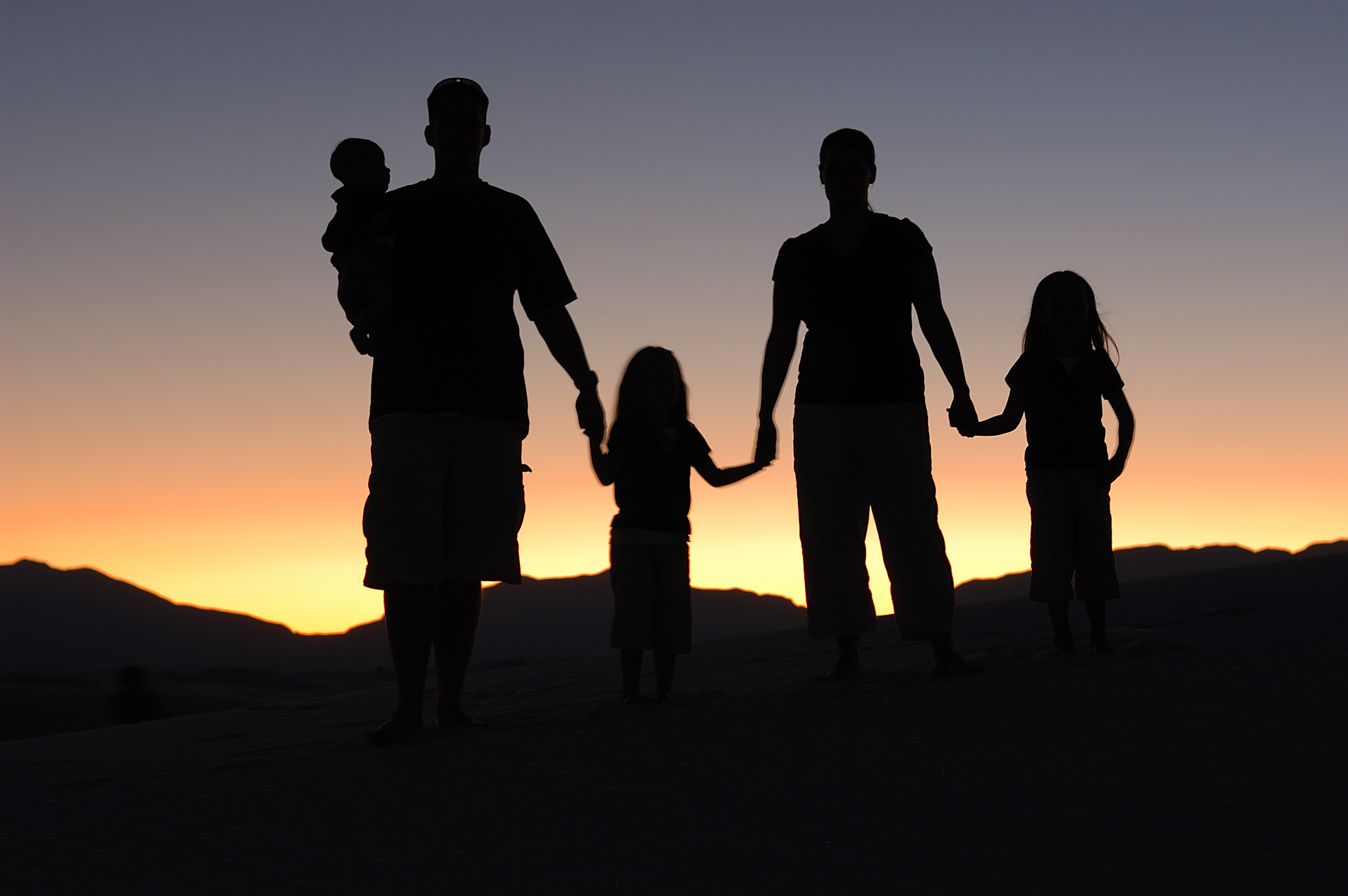
Een gezin van twee ouders en drie kinderen

Gezin is de term voor alle samenlevingsvormen die een herkenbare sociale eenheid zijn, met al dan niet verwante personen die duurzame en affectieve banden hebben en elkaar onderling steun en verzorging verlenen.

## Algemeen

### Omschrijving
Het moderne (westers-getinte) gezin is een kerngezin, waarbij de partners kiezen waar ze wonen, hun kinderen de achternaam van de vader en/of van de moeder dragen en elkaar aanvullen in de nodige verantwoordelijkheden.
Meestal bestaat het gezin uit twee generaties waartussen verwantschapsbanden bestaan. Een gezin is in de meeste culturen gesteund op het huwelijk en heeft een huishouden, evenals banden met de familie. Een familie wordt in de sociologie bezien als een ruimere eenheid van nauw verwante personen, hetzij door bloedverwantschap, hetzij in door aanverwantschap.
Het gezin is dynamisch, de samenstelling verandert onder invloed van leeftijd, omgevingsfactoren en tal van elementen die samengaan met de individuele evolutie van de gezinsleden.

### Gezin en familie
Het modale gezin kan bestaan uit:
- vader (papa)
- moeder (mama)
- zoon
- dochter
- broer
- zus

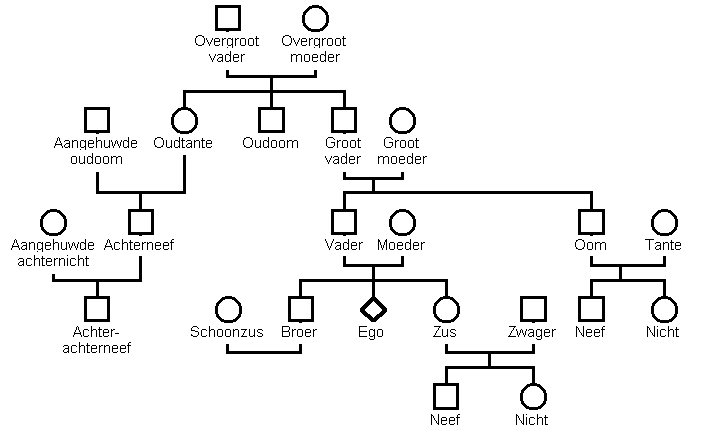
Kinship diagram voor een ongehuwde persoon

De familie bestaat bijvoorbeeld ook uit:
- grootvader
- grootmoeder
- kleinzoon
- kleindochter
- oom
- tante
- neef
- nicht

In de antropologie wordt verwantschap (familie) ook wel met de Engelse naam kinship aangeduid. In het nevenstaande diagram zijn de verwantschappen voor een ongehuwde persoon (aangeduid met 'ego') weergegeven.

## Historische evolutie van het gezin

### Gezondheid
Door veranderingen in de samenleving, nieuwe normen en waarden, prikkels vanuit de media en nieuwe technologie staat een gezin aan veel uitdagingen bloot. Verschillende organisaties richten zich op gezinnen om in hun kracht te staan en met de ‘nieuwe uitdagingen’ hun gezin in liefde te doen groeien. Te denken valt aan huwelijkscursussen, voordat men aan een gezin begint.

### Pré-industriële gezin
Het pré-industriële gezin is een kleine onderneming waarbij sociaal-emotionele en economische structuur sterk verweven zijn. Het huwelijk, vaak gearrangeerd door ouders of derden, was een zakelijk contract, waaruit kinderen voortkwamen die thuis werden opgeleid, waarbij ongeletterdheid vaak voorkwam. Het samenleven binnen het gezin werd overheerst door instrumentele relaties. Het gezin werd gezien als leerschool voor het leven.

### Het moderne gezin
Het moderne gezin bestaat sinds het begin van de 20e eeuw, ten gevolge van de Industriële revolutie. Werk en gezin zijn gescheiden (met uitzondering van zelfstandigen) waardoor kinderen niet langer het leven leren door te kijken naar de ouders en hun leven in scholen doorbrengen. Een aantal taken van het gezin werd uitbesteed zoals de economische productie en opvoeding. De Verenigde Naties hebben 15 mei als Internationale Dag van het Gezin ingesteld. In veel landen wordt hier uitgebreid aandacht aan besteed.
Het ouderlijk gezag, het huwelijk en de betekenis van kinderen zijn de drie voornaamste gebieden waar er een zogenaamde functionele differentiatie (een verspreiding van de functies) optrad.
- Het huwelijk

De betekenis die men aan het huwelijk toekent verandert, het (on)gehuwd samenwonen komt meer voor en er zijn meer echtscheidingen.
- De kinderen

Kinderen komen van nature voort uit de seksuele relatie tussen man en vrouw. Aanvankelijk hadden kinderen ook de verantwoordelijkheid om hun ouders op de oude dag te verzorgen. Deze verantwoordelijkheid is voor een deel overgenomen door de overheid.

## Gezinsthema's
De omgang en het leven in een gezin wordt hoofdzakelijk bepaald door de aanpak van volgende thema's :
- partnerselectie

Binnen het gezin kan men verkiezen de partner buiten de eigen sociale groep te kiezen (exogene partnerselectie) of net binnen de eigen sociale groep (endogene partnerselectie).
- residentie

Partners kunnen inwonen bij de familie van de man (wat in Aziatische landen soms het geval is) (patrilokale gezinnen), of bij de familie van de vrouw (matrilokale gezinnen). In de westerse wereld gaat het koppel meestal op zoek naar een eigen woning (neolokale gezinnen).
- afstamming

Wanneer enkel de familie van de vader familie van het kind wordt, spreken we van een patrilineair afstammingspatroon. Wanneer enkel de familie van de moeder familie van het kind wordt, is er een matrilineair afstammingspatroon. In westerse gezinnen is er meestal een bilateraal afstammingspatroon: het kind krijgt een peter (peetoom) en een meter (peettante), een lid van elke familie.
- erfenis

Bezit, erfenis, kan eveneens volgens patrilineair of matrilineair patroon verlopen.
- autoriteit

In een patriarchaat wordt het gezinsleven gedomineerd door mannen. In een matriarchaat wordt het gezinsleven gedomineerd door vrouwen. In een maatschappij van symmetrische gezinnen is er gedeelde autoriteit (elk doet waar hij/zij goed in denkt te zijn). Hierdoor kunnen ze er naar zoeken complementair te zijn aan elkaar.

## Gezinsvormen
Er is enige overlap tussen het begrip familie en het begrip gezin. Dit heeft veel te maken met het feit dat veel talen tussen deze twee begrippen geen onderscheid maken. Een gezin bestaat dikwijls uit nabije bloedverwanten, maar hoeft deze niet allemaal te omvatten en kan ook anderen omvatten zoals pleegkinderen en inwonend personeel.

### Kerngezin
Het kerngezin (van Eng.: nuclear family) is de standaard in de hedendaagse Westerse samenleving, met name na de Tweede Wereldoorlog. Dat houdt in dat beleid en instituties vooral gericht zijn op de samenlevingsvorm die bestaat uit twee ouders (van verschillend of hetzelfde geslacht, in dat tweede geval ook wel eens 'holebi-gezin' genoemd) en eventuele kinderen. Het kerngezin evolueert vaak noodgedwongen tot grotere gezinsvormen, bijvoorbeeld wanneer een grootouder of een broer/zus erbij komen. Zo'n 32,8% van de Europese gezinnen is een kerngezin, dus zeker geen meerderheid.

### Uitgebreid gezin
Het uitgebreid gezin of de extended family, of het huishouden aangevuld met minstens één verwant, komt minder voor, maar is in opmars als model.
We onderscheiden hierin twee types:
- Klassiek uitgebreid gezin

Personen wonen onder hetzelfde dak en vormen één huishouden waarin er uitgebreide intense interactie is. Er zijn horizontale en verticaal uitgebreide gezinnen.
Een variant hiervan is de grootfamilie
- Gemodificeerd uitgebreid gezin

Dit gezin leeft geografisch verder uit elkaar, en heeft zeer frequente contacten, onder meer via communicatiemiddelen.

### Eenoudergezinnen
Wanneer de man of de vrouw sterft, het gezin verlaat, of wanneer een alleenstaande vrouw zwanger wordt (ongewild of gewild), dan ontstaat een eenoudergezin. Dit kan vrij of gedwongen, even of voor lang zijn. Zo'n 7% van de Europese gezinnen is eenoudergezin. Alleenstaande moeders vormen een kleine 10% van de Europese gezinnen, alleenstaande vaders komen vrijwel niet voor. Alleenstaand vaderschap geniet nog steeds een lage maatschappelijke status; denk aan voorzieningen als opvoedingsondersteuning, hulpverlening en juridische rechten.

### Alleenwonenden
Een alleenwonende vormt een eenpersoonsgezin. De alleenwonende zonder partner is maatschappelijk gezien relatief gezien goed aanvaard. Men gaat niet meer zo snel met een eerste lief of vriend(in) samenwonen.

### Ongehuwd samenwonenden
Wanneer twee mensen zonder een huwelijkscontract onder één dak wonen, spreken we van ongehuwd samenwonenden. Dit kan als voorbereiding, als equivalent, als alternatief, als principiële verwerping zijn ('marriage kills love'-gedachte uit de jaren zestig) of als een gevolg van echtscheiding, als een teken van individuele onafhankelijkheid of met de economische risico's in gedachte. Het kan voor of na het huwelijk, tijdelijk of permanent.

### Living Apart Together (LAT)
Getrouwd zijn of een relatie hebben met iemand maar niet hetzelfde onderdak delen.

### Living Together Apart (LTA)
Samenwonen zonder een echte (intieme) relatie met deze persoon te hebben

### Nieuw samengesteld gezin
Na echtscheiding of verlies van huwelijkspartner, hertrouwen, een relatie aangaan of samenwonen met een niet-biologische ouder van haar/zijn eigen kind(eren).

### Co-ouderschap
Het kind wordt een aanmerkelijk deel van de tijd door beide ouders verzorgd en opgevoed. Dit model kan zowel binnen een huishouden voorkomen als verdeeld over twee huishoudens. Bij de laatste variant kan zowel sprake zijn van een post-scheidingsarrangement alswel een arrangement binnen een latrelatie. Na scheiding komt de week-op-week-af variant veel voor. Kinderen verblijven dan de ene week bij de ene en de andere week bij de andere ouder. Een variant binnen co-ouderschap is Bird Nesting : het kind blijft in de huiselijke kring en de ouders verhuizen om de week (in plaats van het kind).

### Meeroudergezin
Een gezin met meer dan twee ouders. Dat kan verschillende redenen hebben, bijvoorbeeld door een polyamoreuze relatie, of door de betrokkenheid van een draagmoeder of spermadonor. Deze gezinsvorm wordt niet door de wet erkend.

### Mikado-gezin
De term Mikado-gezin maakt opmars. Het woord verwijst naar het welbekende spel met de stokjes. Steeds meer gezinnen vallen uit elkaar en er zijn steeds minder huwelijken.
Twee individuen, ongeacht geslacht, waarvan minstens één met kinderen uit een vorige relatie, starten een nieuwe duurzame relatie, met al dan niet een huwelijk. Zij kunnen op hun beurt weer kinderen krijgen. De verschillende stukjes gezin komen samen in Mikado-gezinnen, en één stukje kan deel zijn van meerdere gezinnen.

### Nest-gezin
Is een nieuwe trend bij co-ouderschap. Het huis blijft bewoond door de kinderen en het zijn de ouders die elke week van woning wisselen. Door bijvoorbeeld een appartement te huren, bij de ouders in te wonen of een afgescheiden deel van het huis te betrekken. Het huis blijft als het ware een nest voor de kinderen.

## Fasen in de gezinsontwikkeling

### Jong (echt)paar zonder kinderen
De partners evolueren van verliefdheid naar functioneler samenwonen, met een zoektocht in het evenwicht tussen gemeenschappelijkheid en individualiteit. De partnerrelaties kunnen taakgerichte (zo veel mogelijk naar elkaar delegeren van taken), autonomiegerichte (een minimum aan gemeenschappelijkheid) en overleggerichte (nog voldoende autonomie aanwezig maar toch overleg) relaties zijn.

### Uitbreidend gezin
Na de geboorte van het eerste kind zal het jonge koppel te maken krijgen met rolaccumulatie en rollenconflicten. Een reorganisatie en de ontwikkeling van een opvoedingsstijl dringen zich op.

### Gezin met opgroeiende kinderen
Ouders maken carrière en zien hun kinderen opgroeien. Dit veroorzaakt economische spanning en een generatieconflict, wat soms sterk samenhangt. In deze fase moeten de kinderen zich afzetten om hun eigen persoonlijkheid ten volle te ontwikkelen.

### Inkrimpend gezin
De fase waarop opgroeiende kinderen het ouderlijk huis verlaten om zelfstandig te gaan wonen.

### Legenestgezin
Het legenestsyndroom kan optreden bij sommige ouders wanneer hun kinderen allen het ouderlijk huis verlaten. De kinderen laten een leegte na en de partnerrelatie komt opnieuw centraal te staan, maar hierdoor kan een jarenlange kloof blootgelegd worden. Soms leidt dit tot een late echtscheiding. Deze fase hangt bovendien samen met de menopauze. De fase van het lege-nestgezin is ook sterk gemedicaliseerd (depressie, menopauze etc.).

### Restgezin
De partners worden ouder en raken bejaard. Wanneer er een wegvalt zal de ander te maken krijgen met een rouwproces.

## Gezin als institutie
Het gezin is belangrijk omdat het bepaalde functies vervult zoals :
- Voortplanting
- Regularisatie seksueel verkeer
- Socialisatie van de kinderen
- Koesteringsfunctie
- Verzorgingsfunctie
- Economische functie

## In de media
- Houwinck, Lotte (15 oktober 2024). De mythe van het gezin. Pluim. ISBN 9789493339699.